# Römerbrücke (Mainz)
Die Mainzer Römerbrücke, auch Pons Ingeniosa, war eine römische Steinpfeilerbrücke über den Rhein in Mogontiacum (Mainz). Sie ersetzte kurz nach dem Jahr 70 eine Holzbrücke, wahrscheinlich eine Pfahljochbrücke, die ab dem Jahr 27 in Betrieb gewesen war. Neueren Funden und dendrochronologischen Datierungen zufolge könnte eine feste Steinpfeilerbrücke bereits um das Jahr 30 gebaut worden sein. Die Römerbrücke von Mogontiacum bestand mindestens bis zum Rheinübertritt der Germanen im frühen 5. Jahrhundert.

## Vorgängerbrücken
Mit der Gründung des Legionslagers von Mogontiacum durch Drusus und dem weiteren Expansionsbestrebungen des römischen Reichs in Richtung des rechtsrheinischen freien Germaniens bestand die dringende Notwendigkeit für einen dauerhaften Rheinübergang. Spätestens für den von Mogontiacum ausgehenden Feldzug des Drusus im Jahr 10 v. Chr. dürfte eine Schiffbrücke (pons navalis) zum rechtsrheinischen Ufer bestanden haben. Der rechtsrheinische Brückenkopf wurde mit einem Kastell befestigt (Castellum Mattiacorum) aus dem später die Siedlung Mainz-Kastel hervorging.
Nach dem derzeitigen etablierten Forschungsstand wurde diese Schiffsbrücke unter Kaiser Tiberius durch eine feste Holzkonstruktion ersetzt. Durch Holzfunde und deren dendrochronologische Untersuchung lässt sich der Bau der Brücke in das Jahr 27 datieren.

## Datierung der Steinpfeilerbrücke
Der Bau einer festen Rheinbrücke im Mainzer Legionsstandort wurde in der Literatur bislang in die erste Hälfte der Regierungszeit Kaiser Vespasians gelegt (69–74 n. Chr.). Neuen archäologischen Erkenntnissen zufolge könnte der Bau der auf 21 Steinpfeilern ruhenden Brücke bereits in spättiberischer Zeit erfolgt sein. Neue archäologische Grabungen, die 2004 in der Mainzer Innenstadt durchgeführt wurden, lassen eine mögliche Schlussfolgerung zu:
Beim Fund handelt sich um eine über 30 m lange hölzerne Uferrandbefestigung aus wiederverwendeten Spundbohlen, mit Zapfen zusammengefügten, weitgehend wasserdichten Holzbrettern. Aus solchen Bohlen wurden von römischen Militäringenieuren wasserabweisende Senkkästen gezimmert, die bei der Pfeilerfundamentierung sogenannter Pfahlrostbrücken für einen trockenen Arbeitsbereich im Fluss sorgten. Auf den ins Flussbett gerammten Pfahlgruppen wurden anschließend die steinernen Brückenpfeiler aufgemauert. Der Zusammenhang zwischen den dendrochronologisch datierten Spundbohlen und der Konstruktionsweise von Pfahlrostbrücken können somit auf eine Bauzeit der Brücke um das Jahr 30 schließen lassen. Damit wäre die Mainzer Römerbrücke die älteste bekannte Pfahlrostbrücke am Rhein und seinen Nebenflüssen. Sie blieb bis Anfang des 5. Jahrhunderts in Nutzung und wurde möglicherweise noch beim Rheinübergang von 406 von den einfallenden Germanen benutzt.

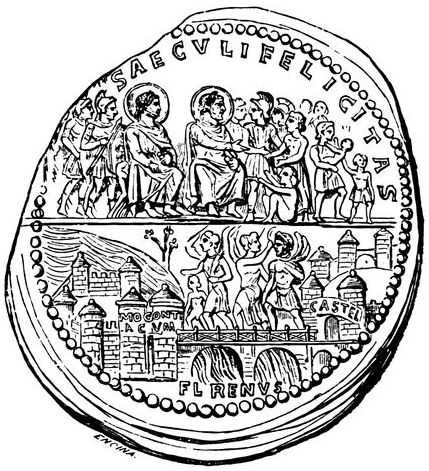
Lyoner Bleimedaillon mit der Darstellung der Brücke von Moguntiacum nach Castellum

Die Steinpfeilerbrücke ist auf dem 1862 in der Saône bei Lyon gefundenen Bleimedaillon abgebildet, das aus der Zeit um 300 n. Chr. stammt und die älteste Stadtansicht von Mogontiacum darstellt. Auch an der Trierer Römerbrücke – ebenfalls eine Holzkonstruktion auf Steinpfeilern – wurden in der Vergangenheit, allerdings in situ, Spundbohlen entdeckt. Im Gegensatz zur Mainzer Brücke haben sich die römischen Steinpfeiler in der Mosel erhalten und tragen noch heute die Brückenfahrbahn.

## Straßenverbindung

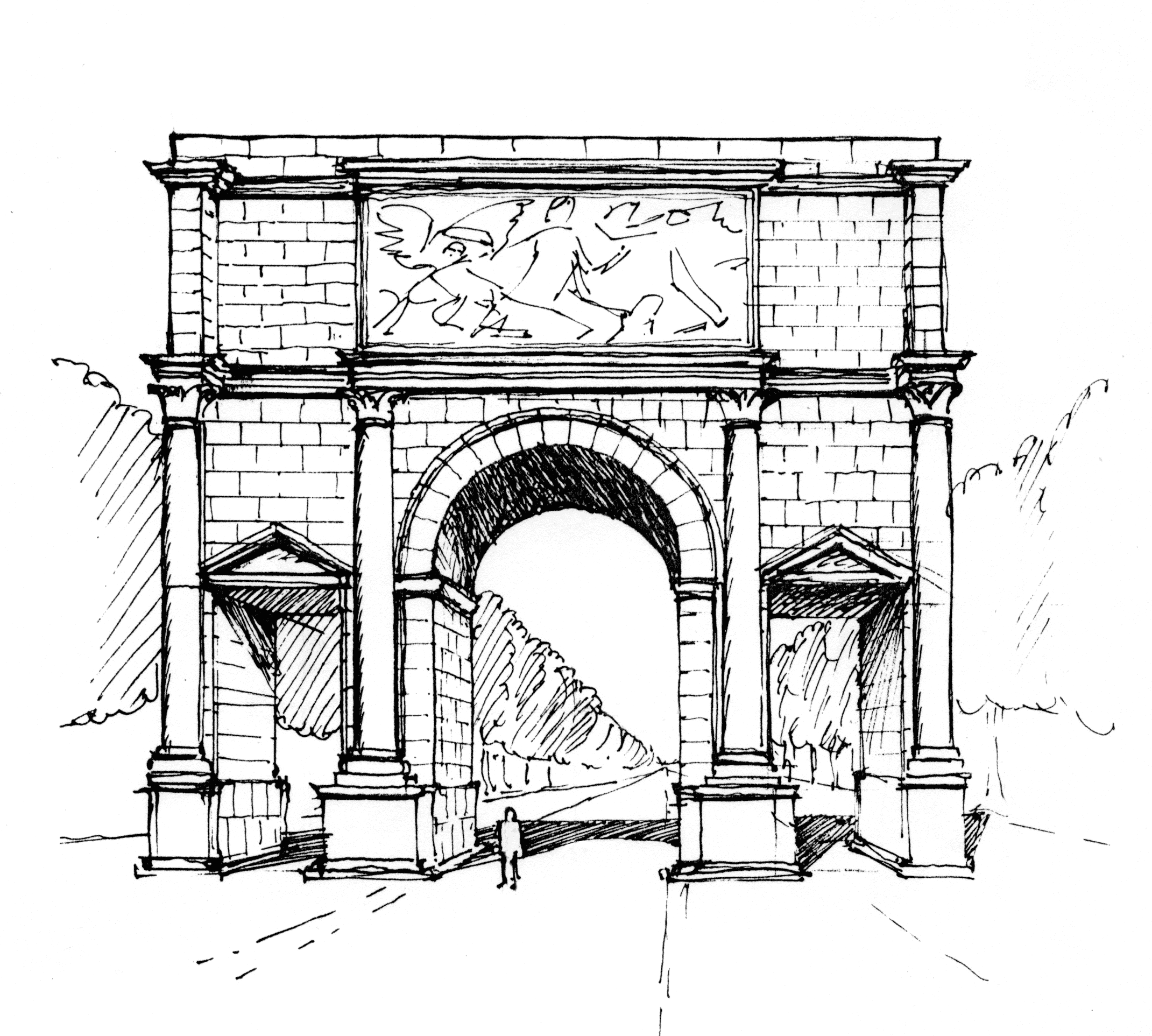
Rekonstruierter römischer Ehrenbogen in Mainz-Kastel in Fluchtlinie mit der von der Brücke kommenden Straße

Die über die Brücke führende Straße führte auf den nördlichsten bislang bekannten Ehrenbogen des römischen Reichs zu. Wahrscheinlich wurde er nach dem Tod des Germanicus 19 n. Chr. zu dessen Ehren in der späteren Gemarkung Mainz-Kastel zwischen 18 und 43 n. Chr. errichtet.
Die im weiteren Verlauf nahezu schnurgerade verlaufende Römerstraße verband Mainz-Kastel mit der Ortschaft Nida (heute Frankfurt-Heddernheim); seit dem Mittelalter heißt sie Elisabethenstraße. In ihrem Verlauf ist sie auch als Steinerne Straße, Hohe Straße oder Heerstraße bekannt. Ihre Streckenführung ist in weiten Teilen noch erhalten.

## Rheinbrücke Karls des Großen
Sowohl Einhard in seiner Vita Caroli Magni als auch der Poeta Saxo beschreiben, dass Kaiser Karl der Große Anfang des 9. Jhs. eine Brücke über den Rhein schlug, die allerdings noch zu dessen Lebzeiten im Mai 813 durch Brandstiftung abbrannte. Ein geplanter Neubau wurde nicht mehr ausgeführt. Man nimmt an, dass für Karls Brückenbau die römischen Steinpfeiler wiederverwendet wurden. Deren Fundamente blieben lange erhalten und dienten bis zu ihrer Entfernung im 19. Jh. als Ankerstellen für die Mainzer Schiffsmühlen.
Erst 1862 wurde bei Mainz wieder eine feste Brücke über den Rhein errichtet, die Mainzer Südbrücke, eine Eisenbahnbrücke.